# درويد موتورولا
درويد موتورولا (بالإنجليزية: Motorola Droid)‏ هو جهاز جوال الإنترنت مع الوسائط المتعددة صممه موتورولا ويتم توزيعها من قبل فيريزون وايرلس (بالإنجليزية: Verizon Wireless)‏ في الولايات المتحدة. ويعد أول جهاز لشركة موتورولا يعمل بنظام التشغيل أندرويد.

## وصلات خارجية
- الموقع الرسمي